# Vimentin

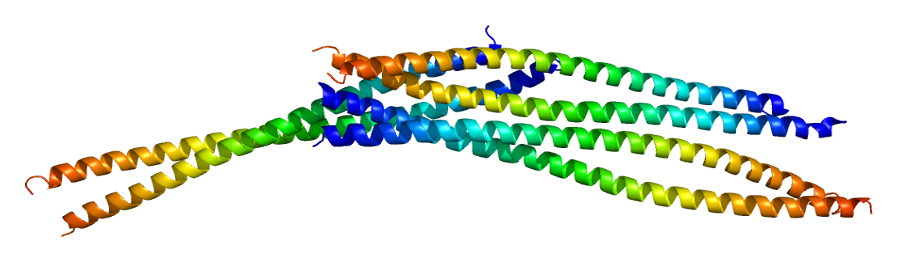
Vimentin

Struktura intermediárních filament

Vimentin je protein, který je často obsažen v tzv. středních filamentech III. typu. Velikost činí asi 55 kDa, ale vytváří dimery a následně dlouhá cytoskeletární vlákna (polymery). Vyskytuje se v těle všudypřítomně, a to hlavně během zárodečného vývoje, u dospělce spíše jako kopolymer s jinými proteiny intermediárních filament hlavně III. a IV. typu. I v dospělosti však dominuje u takových typů buněk, jako jsou fibroblasty, endotelové buňky, adipocyty, makrofágy,
lymfocyty a neutrofilní granulocyty.
Patří mezi fosfoproteiny a během buněčného dělení dochází k silnější fosforylaci.